# Wat Sorasak

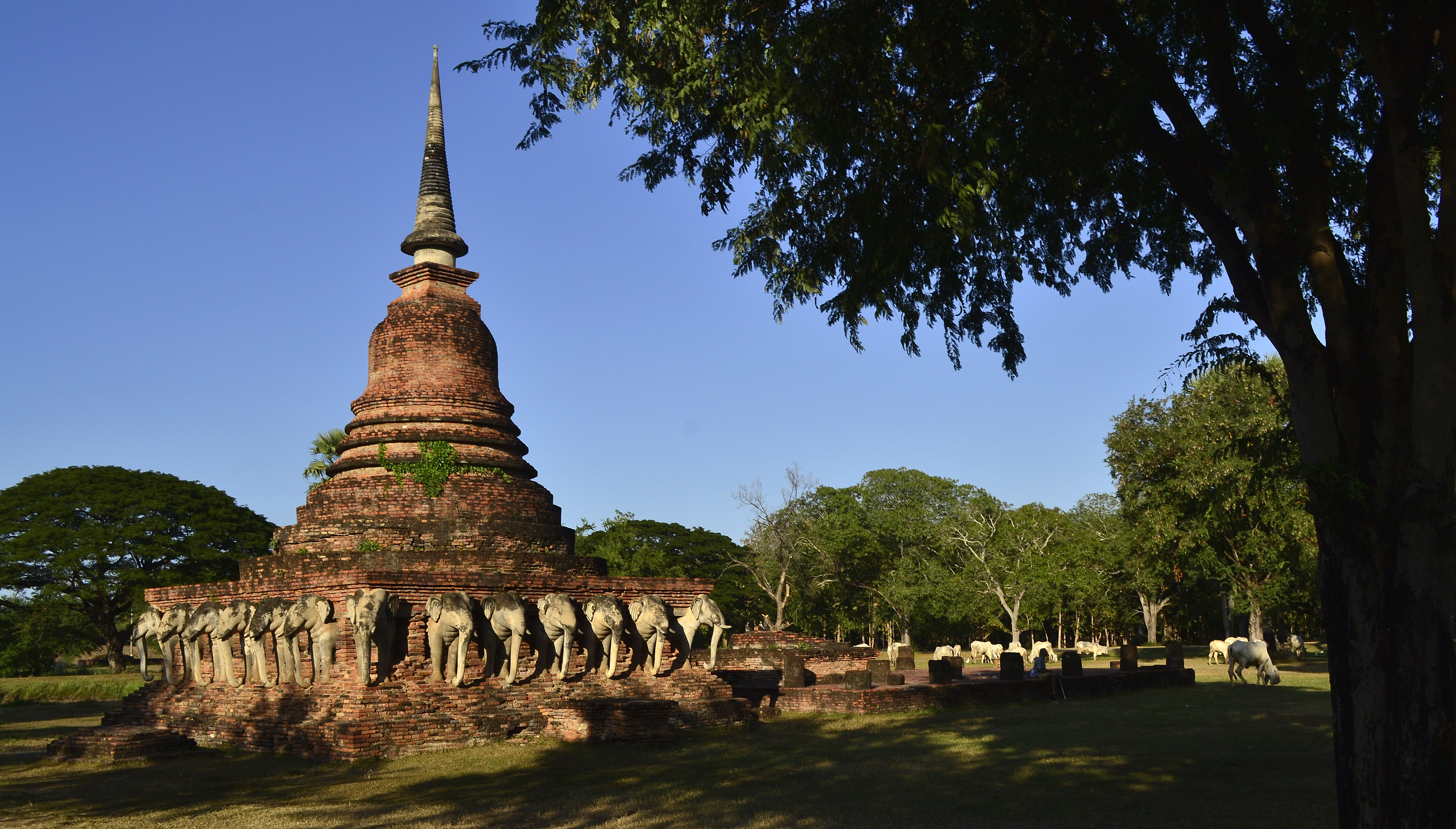
Wat Sorasak, Blick von Südwesten

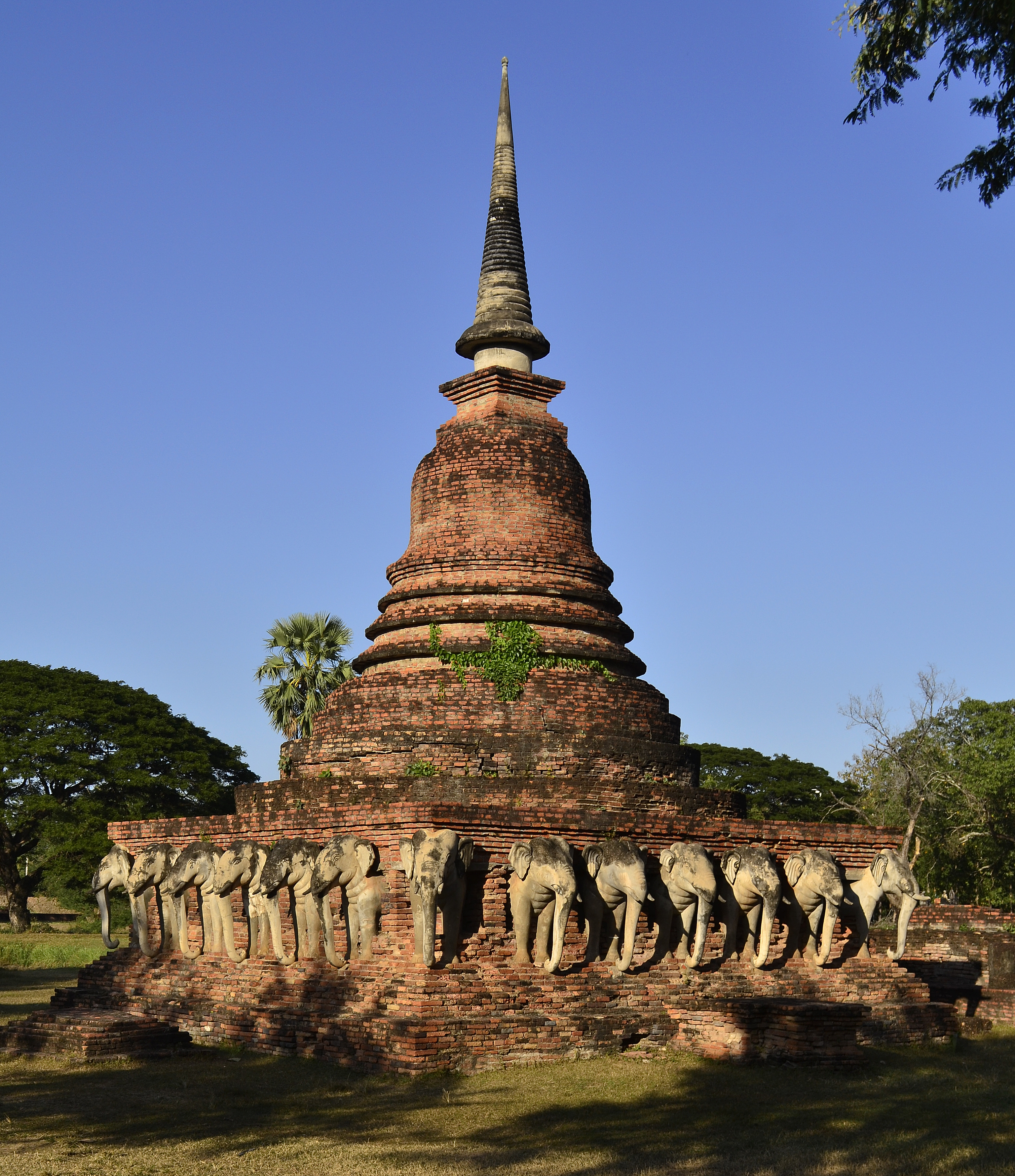
Wat Sorasak, von Elefanten umgebener Chedi

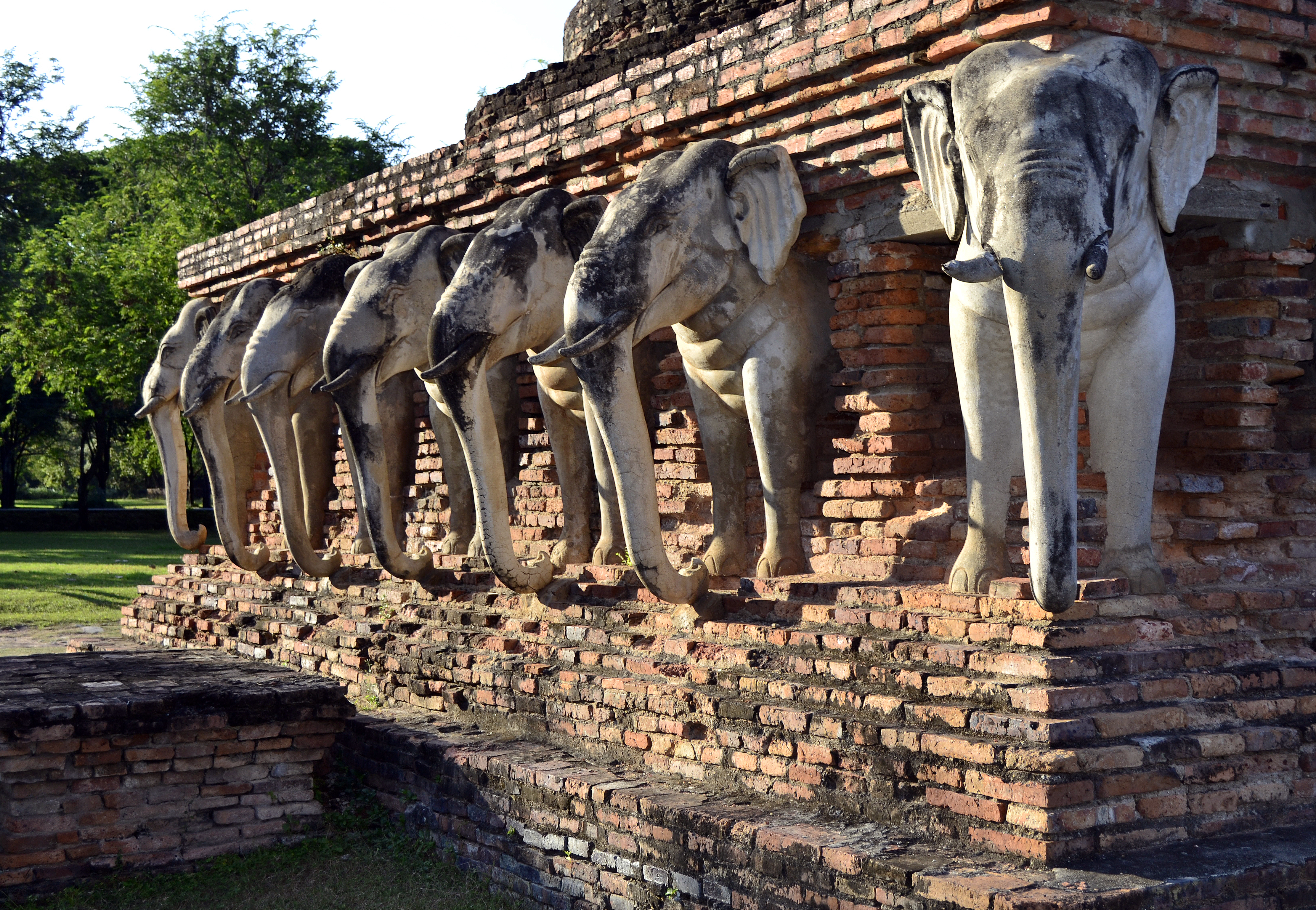
Wat Sorasak, Nahaufnahme der restaurierten Elefanten

Von der buddhistischen Tempelanlage Wat Sorasak (Thai: วัดสรศักดี์ – Tempel des Nai Inthara Sorasak, auch Wat Sarasak genannt) ist nur noch die Ruine erhalten. Sie liegt in Sukhothai, Provinz Sukhothai in der Nordregion von Thailand.

## Lage
Der Wat Sorasak liegt im Norden der historischen Altstadt (Mueang Kao – เมืองเก่า) von Sukhothai und nordöstlich vom San Ta Pha Daeng.

## Geschichte
Der Wat Sorasak wurde in der Zeit des Königreiches Sukhothai während der Herrschaft von König Sai Lue Thai (Maha Thammaracha III.) gegründet. Bei Ausgrabungen, die 1955 vom Fine Arts Department hier durchgeführt wurden, wurde eine Steininschrift entdeckt, die daher „Wat-Sorasak-Steininschrift“ (auch Inscription no. 49) genannt wird. Sie befindet sich heute im Ramkhamhaeng-Nationalmuseum. Aufgrund dieser Steininschrift kann das Gründungsjahr des Wat Sorasak auf etwa 1412 datiert werden.
Nai Inthara Sorasak, der Verfasser der Steininschrift 49  war wahrscheinlich der Resident des Königs von Ayutthaya, hierher gesandt von König Intharacha, um die Interessen Ayuddhayas gegenüber seinem Vasallen zu sichern.
Gemäß der Steininschrift 49 wurden im Wat Sorasak ein „großartiger Chedi“ erbaut, eine Versammlungshalle (Wihan), einige Kutis sowie ein „Gebäude für Buddha-Statuen“. Der Chedi war „umgeben von Elefanten und mit einer in europäischer Art sitzenden Buddha-Statue dekoriert“. Als die Ruinen vom Fine Arts Department gesichtet wurden, fand man Überreste von gemauerten Elefanten und Bruchstücke der Buddha-Statue. Der Chedi ist in „singhalesischem Stil“ und steht auf einem quadratischen Sockel. Er erinnert an König Ramkhamhaengs „Meisterwerk“ Wat Chang Lom in Si Satchanalai. Zusätzlich zu der sitzenden Buddha-Figur soll Nai Sorasak gemäß der Steininschrift einen schreitenden Buddha errichtet haben, von der aber heute jede Spur fehlt.

## Sehenswürdigkeiten
Der majestätische Chedi im „singhalesischen“ oder „Sukhothai-Stil“ sowie die Elefanten, die den Sockel umgeben, wurden restauriert. Vom Wihan ist nur noch das Fundament erhalten. Von dem Gebäude für Statuen und den Kutis gibt es heute keine Überreste mehr.